# Graculavus
Graculavus — викопний рід сивкоподібних птахів родини Graculavidae, що існував на межі крейдяного періоду та палеоцену (68-62 млн років тому). Скам'янілі рештки знайдені у відкладеннях формувань Остін Чалк та Ленс у штаті Техас (США). Це морський водний напівводний птах, що мешкав на заході Атлантичного океану та у Західному Внутрішньому морі.